# Biskoupská hadcová step
Biskoupská hadcová step je přírodní památka u obce Biskoupky v okrese Brno-venkov. Tato lokalita byla vyhlášena přírodní památkou v roce 1979, zaujímá rozlohu 2,21 ha a leží v nadmořské výšce 228–270 metrů.

## Předmět ochrany
Teplomilná stepní společenstva na strmých hadcových skalnatých svazích, západně od zástavby obce Biskoupky nad levým břehem řeky Jihlavy s výskytem významných druhů rostlin a živočichů.
Step je součástí přírodního parku Střední Pojihlaví. Přírodní památku Biskoupskou hadcovou step tvoří členité území stepního charakteru na hadcovém podloží s výskytem význačných druhů rostlin a hmyzu. Zahrnuje také Biskoupský kopec s bývalými pastvinami, roztroušenými keři a jalovci. Je zde bohatý výskyt konikleců a jiných ohrožených druhů rostlin.